# Medasina parisnattei
Medasina parisnattei är en fjärilsart som beskrevs av Walker 1862. Medasina parisnattei ingår i släktet Medasina och familjen mätare. Inga underarter finns listade i Catalogue of Life.